# Croton javarisensis
Croton javarisensis là một loài thực vật có hoa trong họ Đại kích. Loài này được Secco mô tả khoa học đầu tiên năm 1983 publ. 1983.